# Jonas Inde
Jonas Henry Inde, född 24 juni 1967 i Sundsvall, är en svensk skådespelare, komiker, författare och manusförfattare.

## Biografi
Inde föddes i Sundsvall och växte upp i Umeå. Hans far arbetade inom restaurangbranschen och modern var kallskänka och hushållslärare. Inde har själv beskrivit sin barndom som dysfunktionell då bland annat modern led av depressioner. Han studerade ekonomi på gymnasiet, men hoppade av inför sista året och flyttade till Stockholm som 18-åring. Han sökte arbete hos olika filmföretag och ville bli regissör.
Han började medverka i TV-programmet Sputnik 1990. Inde var sedan med och bildade den svenska komikergruppen Killinggänget. År 1992 gjorde de I manegen med Glenn Killing som visades i SVT. Efter sin medverkan i Fyra nyanser av brunt (2004) hamnade han i en depression och försökte ta sitt liv. Efter detta skrev han reseskildringen Too fast for love (2004) som Martin Kellerman illustrerade. I januari 2005 hoppade Inde av Killinggänget efter att ha skickat ett pressmeddelande. Han är diagnostiserad med bipolär sjukdom.
I pjäsen Rocky, baserad på Kellermans tecknade serie, spelade Inde både Mange och Ludde. Hösten 2007 var Inde aktuell som Hanson i TV-serien Labyrint, som sändes i TV4.
I januari 2016 offentliggjorde Inde att han sympatiserade med den nazistiska organisationen Nordiska motståndsrörelsen i samband med att han medverkat i deras podcast Radio Nordfront. I maj samma år mordhotade han tre journalister på Aftonbladet samt ofredade grovt ett hovrättsråd och en polischef via Twitter. För detta dömdes han våren 2017 till en månads fängelse. I hovrätten förlängdes detta straff till fyra månaders fängelse.

### Roll i Killinggänget
I Killinggänget skrev Jonas Inde delar av materialet. Han hade olika återkommande rollfigurer i produktionerna, bland annat den tondöve smörsångaren Loke Martinzon, nöjesjournalisten Hardy Nilsson från Motala och hårdrockaren Tommy Bohlin från Söder i Stockholm. Bohlin dök upp både i såväl I manegen med Glenn Killing som i Percy Tårar och i På sista versen (- en liten film om döden). 
I likhet med många andra figurer i Killinggängets produktioner var namnen på Jonas Indes båda karaktärer Hardy Nilsson och Tommy Bolin "lånade" från verkliga personer.

## Filmer och TV-serier
- 1990 - Sputnik (TV-program)
- 1992 – I manegen med Glenn Killing (TV-serie med Killinggänget)
- 1993 – I manegen med Glenn Killing - Live från Berns (TV-sändning av krogshow med Killinggänget)
- 1995 – NileCity 105.6 (TV-serie med Killinggänget)
- 1996 – Percy tårar (TV-serie med Killinggänget)
- 1997 – Kenny Starfighter (TV-serie)
- 1999 – Fyra små filmer (4 TV-fimer med Killinggänget)
  - Gunnar Rehlin - En liten film om att göra någon illa
  - Ben & Gunnar - En liten film om manlig vänskap
  - På sista versen - En liten film om döden
  - Torsk på Tallinn - En liten film om ensamhet
- 2000 – En klass för sig (TV-serie)
- 2000 – Räkfrossa (TV-serie)
- 2000 – Glenn Killing på Grand (TV-sändning av krogshow med Killinggänget)
- 2000–2001 – Nya Tider (TV-serie)
- 2001 – Parasit-TV (TV-serie)
- 2002 – Spermaharen (endast utgiven på DVD, som bok och projektets hemsida, med Killinggänget)
- 2002 – Lilo & Stitch (film, röst)
- 2004 – Fyra nyanser av brunt (långfilm samt fyra TV-filmer med Killinggänget)
- 2005 – Parasiten (film)
- 2006 – Mäklarna (TV-serie)
- 2007 – Labyrint (TV-serie)
- 2008 – Allt flyter (film)
- 2011 – Någon annanstans i Sverige
- 2012 – Jonas löfte (TV-serie)
- 2013 – Eskil och Trinidad (film)
- 2014 – Ettor och nollor (TV-serie)
- 2014 – Blå ögon (TV-serie)
- 2017 – Rebecka Martinsson (TV-serie)